# Championnats du monde d'aviron de plage
Les Championnats du monde d'aviron de plage est une compétition mondiale organisée par la Fédération internationale des sociétés d'aviron. Il est couplé aux Championnats du monde d'aviron de mer
L'épreuve consiste en une course par élimination avec un départ groupé sur la plage où les rameurs doivent porter leur embarcation à la mer (semblable au marathon de canoë-kayak), se poursuit par un sprint jusqu'à une bouée puis retourne sur la côte avec un dernier sprint par un équipier pour revenir à la ligne de départ.
Il y a trois types d'embarcations : solo (CM1x/CW1x), en deux de couple (CMix2x) et en quatre de couple avec barreur (CMix4x+).

## Éditions
L'édition 2020 a été annulé en raison de la pandémie de Covid-19.
| Ed. | Année | Ville(s)     | Pays           |
| --- | ----- | ------------ | -------------- |
| 1   | 2019  | Shenzhen     | Chine          |
| 2   | 2021  | Oeiras       | Portugal       |
| 3   | 2022  | Saundersfoot | Pays de Galles |
| 4   | 2023  | Sabaudia     | Italie         |
| 5   | 2024  | Gênes        | Italie         |

## Podiums

### Hommes
| Édition | Or               | Argent           | Bronze               |
| Solo    | Solo             | Solo             | Solo                 |
| ------- | ---------------- | ---------------- | -------------------- |
| 2019    | Adrián Miramón   | Zhe Huang        | Ivan Bové            |
| 2021    | Giovanni Ficarra | Kjetil Borch     | Ioannis Kalandaridis |
| 2022    | Christopher Bak  | Mohamed Taieb    | Joel Naukkarinen     |
| 2023    | Adrián Miramón   | Giovanni Ficarra | Karl Schulze         |

### Femmes
| Édition | Or                     | Argent                     | Bronze              |
| Solo    | Solo                   | Solo                       | Solo                |
| ------- | ---------------------- | -------------------------- | ------------------- |
| 2019    | Yuting Zheng           | Robyn Hart-Winks           | Zoí Fítsiou         |
| 2021    | Brienne Miller         | Maya Cornut-Danjou         | Zoí Fítsiou         |
| 2022    | Emma Twigg             | Helen Glover               | Michala Pospíšilová |
| 2023    | Janneke van der Meulen | Élodie Ravera-Scaramozzino | Christine Cavallo   |

### Mixte
| Édition                       | Or                                                                                            | Argent                                                                                                | Bronze                                                                                                |
| Deux de couple                | Deux de couple                                                                                | Deux de couple                                                                                        | Deux de couple                                                                                        |
| ----------------------------- | --------------------------------------------------------------------------------------------- | --- | --- |
| 2019                          | Chine- Dongmei Wang - Tong Wen                                                                | France- Pierrick Ledard - Edwige Alfred                                                               | Pays-Bas- Janneke Van Der Meulen - Mitchel Steenman                                                   |
| 2021                          | Espagne- Ander Martin - Esther Briz                                                           | France- Ludovic Dubuis - Edwige Alfred                                                                | Grèce- Ioannis Kalandaridis - Zoí Fítsiou                                                             |
| 2022                          | Espagne- Ander Martin - Esther Briz                                                           | Grande-Bretagne- Clare Jamison - Charles Cousins                                                      | France- Ludovic Dubuis - Edwige Alfred                                                                |
| 2023                          | Nouvelle-Zélande- Jackie Kiddle - Matt Dunham                                                 | Grande-Bretagne- Laura McKenzie - Sam Scrimgeour                                                      | France- Annalisa Cozzarini - Andrea Serafino                                                          |
| Quatre de couple avec barreur |                                                                                               | | |
| 2019                          | Chine- Zekun Li - Guoting Zhang - Haoshuai Mi - Juanjuan Li - Yizhu Guo                       | Espagne- Adolfo Ferrer - Maria Montiel - Berta Ruiz - Adrián Miramón - Ramon Ferrer                   | Grande-Bretagne- Jeremiah Owen - Robyn Hart-Winks - Kieran Brown - Gillian Mara - Katherine Parkinson |
| 2021                          | Espagne- Ramon Gomez - Teresa Diaz - Celia Miguel - Miguel Ruiz - Felipe Mendez               | France- Guillaume Blanc - Anne-Élise Communal - Vincent Cavard - Sandie Weber - Rémi Chataignier      | États-Unis- John Huppi - Hannah Huppi - Christine Cavallo - John Olbrys - Bennett Russell             |
| 2022                          | Espagne- Ramon Gomez - Teresa Diaz - Celia Miguel - Javier Madrid - Felipe Mendez             | Nouvelle-Zélande- Benjamin Mason - Emma Twigg - Brook Robertson - Jackie Kiddle - Matthew Dunham      | États-Unis- Christopher Bak - Morgan Hummel - Jeni Sorli - Kory Rogers - Min Seok Choi                |
| 2023                          | États-Unis- Christopher Bak - Jeni Sorli - Alexa McAuliffe - Kory Rogers - Coral Marie Kasden | Italie- Maria Elena Zerboni - Gustavo Ferrio - Lorenzo Gaione - Samantha Premerl - Filippo Wiesenfeld | Nouvelle-Zélande- Michael Brake - Kristen Froude - Joseph Sullivan - Jackie Kiddle - Matthew Dunham   |

### Para-aviron mixte
| Édition            | Or                                             | Argent                                       | Bronze                                           |
| Deux de couple PR3 | Deux de couple PR3                             | Deux de couple PR3                           | Deux de couple PR3                               |
| ------------------ | ---------------------------------------------- | -------------------------------------------- | ------------------------------------------------ |
| 2023               | Australie- Macintyre Russell - Phoebe Robinson | Grande-Bretagne- James Morgan - Melissa Shaw | Italie- Gian Filippo Mirabile - Viola Patrignani |